# 천젠빈
천젠빈(중국어 간체자: 陈建斌, 정체자: 陳建斌, 병음: Chén Jiànbīn, 한자음: 진건빈, 1970년 6월 27일 ~ )은 중국의 후이족 출신 텔레비전 배우, 영화 배우이다. 신장 위구르 자치구 우루무치시에서 태어났으며 중앙희극학원을 졸업했다. 2014년에는 금마장 최우수 남우주연상·최우수 남우조연상을 수상했다.

## 방송
- 과계가왕 2
- 중국식 관계
- 대송전기지조광윤
- 옹정황제의 여인
- 오성홍기영풍표양

## 영화
- 무명지배 (2018년)
- 중국식 관계 (2016년)
- 대송전기지조광윤 (2015년)
- 일개작자 (2014년)
- 군중낙원 (2014년) - 장 상사 역
- 오성홍기영풍표양 (2011년)
- 옹정황제의 여인 (2011년)
- 인산인해 (2011년)
- 삼국 (2010년) - 조조 역
- 3중 충돌 (2010년) - 왕요 역
- 공자춘추전국시대 (2010년) - 계손사 역
- 건국대업 (2009년)
- 24 시티 (2008년)
- 대성소사 (2004년)
- 옥관음 (2003년)
- 러브 스토리 바이 티 (2000년)
- 인터넷 세대의 사랑 (1998년)